# Drosophila ananassae
Espèce
Drosophila ananassae est une espèce tropicale d'insectes diptères du genre Drosophila. Cette mouche appartient au même sous-groupe que Drosophila melanogaster.
Le génome de Drosophila ananassae est entièrement séquencéet les informations relatives à cet organisme sont compilées dans FlyBase.